# Tibor Komáromi

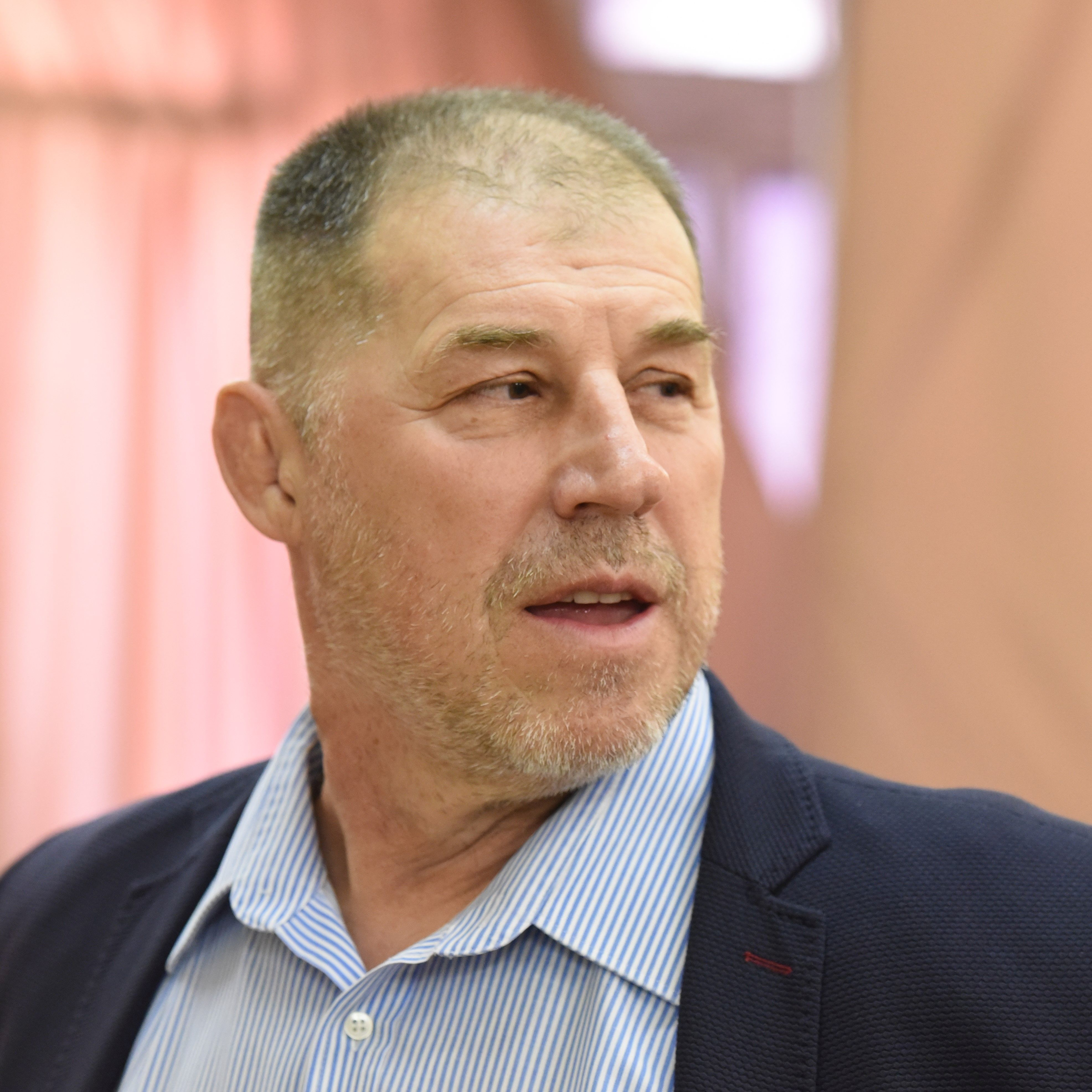
Tibor Komáromi, 2021

Tibor Komáromi (* 14. August 1964 in Budapest) ist ein ehemaliger ungarischer Ringer.

## Werdegang
Tibor Komáromi begann im Alter von neun Jahren im Jahr 1973 in Budapest mit dem Ringen. Er trainierte sehr fleißig und erzielte, ausgestattet mit großem ringerischen Talent, bereits als Jugendlicher hervorragende Ergebnisse. Nach einigen Umwegen landete er beim ungarischen Spitzenclub „Ferencvaros“ Budapest, wo Attila Nádasi sein Trainer wurde. Mit 19 Jahren gewann er seine erste ungarische Meisterschaft bei den Senioren im griechisch-römischen Stil. Auf der internationalen Ringerbühne erschien er erstmals 1982 bei einem World-Cup in Budapest, wo er im Weltergewicht einen guten dritten Platz belegte. In den nächsten Jahren bestritt er viele internationale Meisterschaften, wurde Welt- und Europameister, ein Olympiasieg gelang ihm aber nicht. Seine Trainer waren damals László Vatai und János Szanyi.
Den Anfang machte er bei der Junioren-Weltmeisterschaft 1983, wo er die Silbermedaille gewann, geschlagen von dem sowjetischen Ausnahmeringer Michail Mamiaschwili, mit dem er in den nächsten Jahren noch manch harten Strauß ausfechten sollte. Bei der Junioren-Europameisterschaft 1984 gewann er seinen ersten Titel vor Stafan Iwailow aus Bulgarien.
Erstmals bei einer Senioren-Europameisterschaft startete er 1984, musste aber noch Lehrgeld bezahlen, als er in der 2. Runde gegen den Schweden Sören Claesson verlor und ausscheiden musste.
1985 jedoch gewann er seine erste internationale Meisterschaftsmedaille bei den Senioren. In Leipzig wurde er Vizeeuropameister im Mittelgewicht.
1986 war für Komáromi ein Klassejahr. Im Frühjahr wurde er Europameister in Athen und im Herbst Weltmeister in Budapest. In Athen entschied sich das Kampfgericht im Kampf gegen Weltmeister Bogdan Daras aus Polen, als beide Ringer bereits 2 Verwarnungen hatten, für ihn, was zur Disqualifikation von Daras führte. In Budapest kämpfte er im Finale erneut gegen Daras. Diesmal wurden beide Ringer disqualifiziert, was bedeutete, dass nach dem Reglement beide Ringer auf den 2. Platz gesetzt werden mussten. Ein WM-Titel wurde nicht vergeben. Auf dem FILA-Kongress im nächsten Jahr wurde diese Entscheidung aber revidiert und beide Ringer zum Weltmeister erklärt. Eine Rechtsgrundlage im Statut gab es dafür allerdings nicht.
1987 wurde er in Clermont-Ferrand erneut Weltmeister im Mittelgewicht, nach einem sicheren Finalsieg über Roger Gössner aus der BRD.
1988 unterlag er im EM-Finale des Mittelgewichtes im norwegischen Kolbotn und auch im Finale der Olympischen Spiele in Seoul jeweils dem vom Weltergewicht in das Mittelgewicht aufgerückten sowjetischen Starathleten Michail Mamiaschwili nach Punkten und musste sich jedes Mal mit dem 2. Platz begnügen.
Bei der Weltmeisterschaft 1989 in Martigny startete er erneut im Mittelgewicht und gewann dort bereits seinen dritten Weltmeisterschafts-Titel. Erstmals gelang ihm dabei auch ein Sieg über Mamiaschwili.
Von 1990 bis 1992 startete er im Halbschwergewicht, weil ihm das "Gewichtmachen" für das Mittelgewicht zunehmend Probleme bereitete. In dieser Gewichtsklasse konnte er aber keine so großen Erfolge wie im Mittelgewicht erzielen. Drei Bronzemedaillen bei den Europameisterschaften 1990, 1991 und 1992 waren die Ausbeute. Bei der Europameisterschaft 1991 schlug er dabei den sich nicht in guter Form befindenden Doppelweltmeister Maik Bullmann aus Frankfurt (Oder) im Kampf um die Bronzemedaille nach Punkten.
Bei der Weltmeisterschaft 1991 rang er in der 3. Runde erneut gegen Bullmann. Beide Ringer wurden wegen Passivität von der Matte gestellt. Während Komáromi deswegen ausscheiden musste, konnte Bullmann in der Konkurrenz bleiben und wurde sogar noch Weltmeister.
In den nächsten Turnieren konnte sich Komáromi nicht mehr im Vorderfeld platzieren, obwohl er sogar wieder in das Mittelgewicht abtrainierte. Bei den Olympischen Spielen 1992 in Barcelona landete er nur auf dem 11. Platz.
Einen versöhnlichen Abschluss fand seine Karriere 1994 mit einem Sieg in einem World-Cup-Turnier in Kecskemét.
Die Ergebnisse bei den internationalen Meisterschaften, die Tibor Komáromi bestritt, sind im folgenden Abschnitt nachzulesen.

## Internationale Erfolge
(OS = Olympische Spiele, WM = Weltmeisterschaft, EM = Europameisterschaft, GR = griech.-römischer Stil, We = Weltergewicht, Mi = Mittelgewicht, Hs = Halbschwergewicht, damals bis 74 kg, 82 kg bzw. 90 kg Körpergewicht)
- 1982, 3. Platz, World-Cup-Turnier in Budapest, GR, We, hinter Karl-Heinz Helbing, BRD u. Wladimir Arsenew, UdSSR,
- 1983, 2. Platz, Junioren-WM (Espoirs), GR, We, hinter Michail Mamiaschwili, UdSSR u. vor Petar Tenew, Bulgarien;
- 1984, 1. Platz, Junioren-EM (Espoirs), GR, Hs, vor Stefan Iwailow, Bulgarien u. Waleri Greduchko, UdSSR;
- 1984, 7. Platz, EM in Jönköping, GR, Mi, mi Sieg über Karoly Kopacs, Jugoslawien und einer Niederlage gegen Sören Claesson, Schweden;
- 1985, 2. Platz, EM in Leipzig, GR, Mi, mit Sieg über Suzan, Türkei, Rolleczeck, DDR, Sorin Herțea, Rumänien u. einer Niederlage gegen Abdul Batalow, UdSSR;
- 1986, 1. Platz, EM in Athen, GR, Mi, vor Bogdan Daras, Polen, Taimuraz Abchazawa, UdSSR, Angel Butschew, Bulgarien u. Sorin Herțea;
- 1986, 1. Platz, WM in Budapest, GR, Mi, gemeinsam mit Daras u. vor Magnus Fredriksson, Schweden, Sorin Herțea u. Sergei Nassewitsch, UdSSR;
- 1987, 3. Platz, EM in Tampere, GR, Mi, hinter Nassewitsch u. Darss u. vor Sorin Herțea u. Roger Gössner, BRD;
- 1987, 1. Platz, Grand-Prix-Turnier, Gr, Mi, vor Ernesto Razzino, Italien u. Nail Aliyamschew, UdSSR;
- 1987, 1. Platz, FILA-Grand-Prix-Turnier in Budapest, GR, Mi, vor Bogdan Daras u. Sorin Herțea;
- 1987, 1. Platz, WM in Clermont-Ferrand, GR, Mi, vor Gössner, Nassewitsch, Sorin Herțea, Jari Salomäki, Finnland u. Bogdan Daras;
- 1988, 2. Platz, EM in Kolbotn/Norwegen, GR, Mi, hinter Mamiaschwili u. vor Timo Niemi, Finnland, Miroslaw Stefan, Bulgarien, Maik Bullmann, DDR u. Sorin Herțea;
- 1988, Silbermedaille, OS in Seoul, GR, Mi, hinter Mamiaschwili u. vor Kim Sang-Kyu, Südkorea, Stig Kleven, Norwegen u. Goram Kasum, Jugoslawien;
- 1989, 4. Platz, EM in Oulu, GR, Mi, hinter Mamiaschwili, Pjotr Stepien, Polen u. Olaf Koschnitzke, DDR u. vor Kleven u. Sorin Herțea;
- 1989, 1. Platz, WM in Martigny/Schweiz, GR, Mi, vor Mamiaschwili, Magnus Fredriksson, Schweden, Niemi, John Morgan, USA u. Kasum:
- 1990, 2. Platz, Grand-Prix-Turnier, GR, Hs, hinter Pawel Potapow, UdSSR u. vor Andreas Steinbach, BRD;
- 1990, 3. Platz, EM in Posen, GR, Hs, hinter Potapow u. Marek Kraszewski, Polen u. vor Iwailo Jordanow, Bulgarien u. Steinbach;
- 1991, 3. Platz, EM in Aschaffenburg, GR, Hs, hinter Potapow u. Jordanow u. vor Bullmann, Pajo Ivosevic, Jugoslawien u. Mikael Ljungberg, Schweden;
- 1991, 12. Platz, WM in Warna, GR, Hs, Sieger: Bullmann vor Reynaldo Peña, Kuba, Harri Koskela, Finnland, Ivosevic u. Jordanow;
- 1992, 3. Platz, EM in Kopenhagen, GR, Hs, hinter Bullmann u. Jordanow u. vor Iordanis Konstantinidis, Griechenland, Salvatore Campanella, Italien u. Koskela;
- 1992, 11. Platz, OS in Barcelona, GR, Hs, Sieger: Bullmann vor Hakki Basar, Türkei, Gogi Koguaschwili, GUS u. Ljungberg;
- 1994, 10. Platz, EM in Athen, GR, Mi, Sieger: Thomas Zander, BRD vor Gocha Tschitschiaschwili, Israel u. Nassewitsch;
- 1994, 16. Platz, WM in Tampere, GR, Mi, Sieger: Zander vor Tuomo Karila, Finnland u. Waleri Tsilent, Belarus;
- 1994, 1. Platz, World-Cup-Turnier in Kecskemét, GR, Mi, vor Daniel Hendersson, USA u. Monhy Abdel Hareth, Ägypten

## Ungarische Meisterschaften
Tibor Komáromi wurde von 1983 bis 1994 elfmal in Folge ungarischer Meister im Mittel- bzw. Halbschwergewicht (griech.-röm. Stil).